# Basoda (stato)
Lo Stato di Basoda fu uno stato principesco del subcontinente indiano, avente per capitale la città di Ganj Basoda.
Lo stato divenne noto anche coi nomi di Nawab-Basoda o Haidargarh-Basoda per distinguerlo da un luogo col medesimo nome nello Stato di Gwalior.

## Storia
Lo stato di Basoda venne fondato nel 1753 da Muhammad Ahsanullah Khan figlio di Muhammad Diler Khan, fondatore dello Stato di Kurwai. I governanti dello stato erano Pashtun, legati alle famiglie di Mohammadgarh e Kurwai. Tra il 1817 ed il 1822 Basoda venne occupata dallo stato di Gwalior. Nel 1822 Basoda divenne un protettorato britannico e tale rimase sino al 1947, quando il governante locale firmò l'annessione all'Unione Indiana.

## Governanti
I governanti di Basoda ebbero il titolo di Nawab.

### Nawab
- 1753 - 1786 Nawab Ahsanullah Khan                    (m. 1786)
- 1786 - 1800 Nawab Baqaullah Khan
- 1800 - 1817 Nawab Asad `Ali Khan (1ª volta)
- 1817 - 1822               - Interregno - Basoda viene occupata da Gwalior
- 1822 - 1864 Nawab Asad `Ali Khan (2ª volta)
- 6 febbraio 1864 - 1896 Nawab `Omar `Ali Khan                     (n. c.1830 - m. ....)
- 12 giugno 1896 -  2 luglio 1929 Nawab Haideralikhanr `Ali Khan Firuz Jung         (n. 1854 - m. 19..)
- 1929 - 15 agosto 1947 Nawab Mohammad Ayyub `Ali Khan Firuz Jung (m. 1947)